# Графство Алст
Графство Алст (нем. Grafschaft Aalst) — графство Священной Римской империи, названо в честь замка Алст.

## История
Замок Алст впервые был упомянут в 870 г., графы Алст известны с 964 г. В 1056 г. графство Алст перешло к графству Фландрия в качестве имперского феода (Имперская Фландрия). Вместе с Фландрией графство перешло к герцогству Бургундскому в 1384/85 году, а вместе с ним к Габсбургам в 1477 г. (последовательно пребывало в составе (Габсбургских, Испанских и Австрийских Нидерландов). Входило в состав Бургундского имперского округа через графство Фландрия.
В 1795 г. территория в ходе революционных войн была захвачена Французской республикой, включившей её в состав департамента Эско, в 1814 г. по итогам Венского конгресса перешла к объединённому королевству Нидерландов. В результате Бельгийской революции и по Лондонскому договору 1839 г. графство Алст перешло к королевству Бельгия.